# Otto-Werner Mueller
Otto-Werner Mueller (23 juin 1926 – 25 février 2016) est un chef d'orchestre d'origine allemande. En tant que professeur de direction d'orchestre de longue date au Curtis Institute of Music et à la Juilliard School, Mueller enseigne à de nombreux chefs d'orchestre importants, tels que Rudolf Barshai, Keri-Lynn Wilson et Paavo Järvi.

## Biographie
Né à Bensheim, en Allemagne, il est sélectionné à l'âge de 13 ans pour fréquenter le Musisches Gymnasium Frankfurt, où il étudie durant la guerre. Par la suite, il devient à 19 ans directeur du département de musique de chambre de Radio Stuttgart et fait partie du personnel du Théâtre de Heidelberg. Mueller fond et dirige un orchestre pour les familles des militaires américains stationnés en Allemagne.
Il émigre au Canada en 1951 et travaille comme pianiste, compositeur, arrangeur et chef d'orchestre pour la Société Radio-Canada. Il commence également à enseigner au Conservatoire de musique de Montréal.
Parmi ses mandats figurent ceux de la Juilliard School de New York, de l'École de musique de Yale de New Haven, dans le Connecticut, de l'Université du Wisconsin-Madison et de la Victoria School of Music de Colombie-Britannique. À Yale, il est directeur du Yale Philharmonia de 1973 à 1987. Il dirige et enseigne aussi à la Yale Summer School of Music and Art à Norfolk, Connecticut. Il commence à enseigner à la faculté du Curtis Institute of Music à l'automne 1986 et fait ses débuts de chef d'orchestre public à Philadelphie en avril 1987. Il est rattaché à la faculté Curtis jusqu'à sa retraite en 2013.
Parmi les étudiants notables de Mueller figurent les chefs d'orchestre Maxim Shostakovich, Rudolf Barshai, Miguel Harth-Bedoya, Alan Gilbert, Alasdair Neale, Robert Hart Baker, Gary S. Fagin, Keri-Lynn Wilson, David Hayes, Sarah Ioannides, Paavo Järvi, Jahja Ling, André Raphel, Richard Rosenberg, Ignat Soljenitsyne, Ransom Wilson et le chef d'orchestre espagnol Óliver Díaz. Il est également coach du répertoire d'opéra de la mezzo-soprano Huguette Tourangeau et de la soprano Colette Boky.
Mueller  meurt à Charlotte, Caroline du Nord, le 25 février 2016 à l'âge de 89 ans.